# Біле Озеро (Гафурійський район)
Біле Озеро (рос. Белое Озеро, башк. Аҡ Күл) — село у складі Гафурійського району Башкортостану, Росія. Адміністративний центр Білоозерської сільської ради.
До 10 вересня 2007 року село називалось селище При станції Біле Озеро.
Населення — 1325 осіб (2010; 1454 в 2002).
Національний склад:
- росіяни — 38%
- чуваші — 26%